# The Nothing
The Nothing är Korns trettonde studioalbum, släppt den 13 september 2019. Enligt sångaren Jonathan Davis präglades låtskrivandet av att både hans mor Holly Chavez och hans före detta hustru Deven Davis avled år 2018.

## Låtlista
| Nr           | Titel                       | Längd |
| ------------ | --------------------------- | ----- |
| 1.           | The End Begins              | 1:31  |
| 2.           | Cold                        | 3:46  |
| 3.           | You'll Never Find Me        | 3:41  |
| 4.           | The Darkness Is Revealing   | 3:40  |
| 5.           | Idiosyncrasy                | 4:39  |
| 6.           | The Seduction of Indulgence | 1:43  |
| 7.           | Finally Free                | 3:53  |
| 8.           | Can You Hear Me             | 2:53  |
| 9.           | The Ringmaster              | 3:01  |
| 10.          | Gravity of Discomfort       | 3:35  |
| 11.          | H@rd3r                      | 4:47  |
| 12.          | This Loss                   | 4:41  |
| 13.          | Surrender to Failure        | 2:21  |
| Total längd: | Total längd:                | 44:20 |

## Medverkande
- Jonathan Davis – sång, säckpipa
- James "Munky" Shaffer – gitarr
- Brian "Head" Welch – gitarr
- Reginald "Fieldy" Arvizu – elbas
- Ray Luzier – trummor